# DENIS-P J1228.2-1547
Désignations
DENIS-P J1228.2-1547, aussi connu sous la désignation MEL 7, est un système binaire de naines brunes. Ce système se situe dans la constellation du Corbeau à 67,95 années-lumière de la Terre. Ce système contient deux naines brunes, toutes deux de type spectral L5,5. Les deux naines brunes sont parmi les premières à avoir été identifiées comme des objets libres de masse planétaire.
La première naine brune, DENIS-P J1228.2−1547 A, a été détectée en 1997 par l'astronome Xavier Delfosse et ses collègues grâce aux données du Deep Near Infrared Survey of the Southern Sky (DENIS) tandis que la deuxième, DENIS-P J1228.2−1547 B, a été annoncée en 1999 par l'astronome Eduardo L. Martín et ses collaborateurs, découverte grâce à la caméra NICMOS du télescope spatial Hubble.  

## Système de naines brunes
Ce système est composé de DENIS-P J1228.2−1547 A, qui est une naine brune éruptive d'une masse de 0,08 masse solaire, et de DENIS-P J1228.2−1547 B, qui est une naine brune froide d'une masse de 0,065 masse solaire. DENIS-P J1228.2−1547 B orbite autour de DENIS-P J1228.2−1547A en 5,5 ans ; elles se situent à 6,64 unités astronomiques l'une de l'autre. Les deux naines brunes se seraient formées il y a 500 millions d'années.